# Aethriscus pani
Espèce
Aethriscus pani est une espèce d'araignées aranéomorphes de la famille des Araneidae.

## Distribution
Cette espèce est endémique du Haut-Uele au Congo-Kinshasa,.

## Description
La femelle holotype mesure 10 mm.

## Étymologie
Cette espèce est nommée en l'honneur de Charles Martin-du-Pan (1878-1948).

## Publication originale
- Lessert, 1930 : Araignées du Congo recueillies au cours de l'expedition par l'Amercan Museum (1909-1915). Quatrieme et derniere partie. Revue Suisse de Zoologie, vol. 37, p. 613-672 (texte intégral).